# Fontaine de Qayt Bay
La fontaine de Qayt Bay, en arabe : سبيل قايتباي, Sabil Qaitbay, est une fontaine publique en forme de dôme, en arabe : sabil, de l'esplanade des Mosquées, à l'ouest du mont du Temple et du dôme du Rocher, dans la vieille ville de Jérusalem,. Construite au XVe siècle par le Sultanat mamelouk d’Égypte, elle est achevée sous le règne du sultan Qaitbay et baptisée en son nom. Elle est considérée comme « le plus bel édifice du Mont du Temple », après le dôme du Rocher,.

### Source de la traduction
- (en) Cet article est partiellement ou en totalité issu de l’article de Wikipédia en anglais intitulé « Fountain of Qayt Bay » (voir la liste des auteurs).